# Exclamation
En linguistique, une exclamation est un court énoncé qui exprime généralement un sentiment fort, souvent sous forme d'une phrase incomplète.
L'apostrophe en rhétorique relève souvent de l'exclamation. C'est aussi le cas des jurons et insultes.
Certaines catégories linguistiques sont particulièrement propres à l'expression de l'exclamation :
- comme nature grammaticale, l'interjection et l'outil exclamatif ;
- comme cas grammatical, le vocatif, cas spécifique de l'apostrophe ;
- certains modes verbaux comme l'optatif, l'impératif, le jussif ou l'hortatif ;
- du point de vue de la ponctuation, elle constitue l'emploi par excellence du point d'exclamation.